# Skagastølstinderne
Skagastølstinderne,Skagastølstindane eller Skagastølsryggen, er en bjergryg, som ligger i fjeldområdet Hurrungane i den sydvestlige del af Jotunheimen i Norge. Skagastølstindane ligger på grænsen mellem Luster og Årdal kommuner i Vestland fylke. Toppen af Storen, som er den sydligste af Skagastølstindene, markerer kommunegrænsen.
Skagastølstindane er den vestligste del af Styggedals- og Skagastølsryggen, Norges højestliggende bjergryg. Toppene langs Skagastølstindane er blandt de højeste toppe i Norge og er fra nord mod syd
- Nordre Skagastølstind (2167 moh.)
- Skagastølsnebbet (2222 moh.)
- Midtre Skagastølstind (2284 moh.)
- Vetle Skagastølstind (2340 moh.)
- Storen (2405 moh.)

Klatreturen over disse toppe kaldes Skagastølstraversen.